# William Higgins
Pour les articles homonymes, voir Higgins.
William Higgins (né en 1763 à Collooney, en Irlande et est décédé en juin 1825 à Dublin, en Irlande à l'âge de 62 ans) est un chimiste et écrivain irlandais. Il étudia la chimie avec son oncle, Bryan Higgins, étant lui aussi chimiste. Il est surtout connu pour son travail important sur la chimie industrielle et ses recherches, principalement axées sur la théorie atomique et sur les combinaisons de particules « ultimes », ayant inspiré d’autres scientifiques.

## Famille et début scientifique
William Higgins est né en 1763 à Collooney en Irlande et il est mort en juin 1825 à Dublin en Irlande. Il est le deuxième enfant et le fils cadet de Thomas Higgins, médecin instruit à l'Université d'Edimbourg au Royaume-Uni.
En 1780, à l’âge de 17 ans, William Higgins est directement envoyé à Londres chez son oncle Bryan Higgins (en). Celui-ci prend alors la responsabilité de veiller sur lui. Pendant ces années, Bryan Higgins lui transmet donc sa passion pour la chimie expérimentale. C'est donc à partir de 1780 que ce jeune homme commença à assister son oncle dans plusieurs expériences, dont celles incluses dans son ouvrage Experiments and Observations Relating. Il travailla principalement sur les travaux concernant l’acide acétique.
Cinq ans après être arrivé chez son oncle, il a décidé d’entreprendre une tournée de minéralogie à travers l'Angleterre, car il s'agissait d'un sujet qui l’intéressait fortement. Puis, vers les années 1800, Higgins est reconnu en tant que professeur, non seulement, pour ses analyses menées sur demande, mais aussi pour ses conférences toutes en lien avec la chimie. De ce fait, il a eu la chance d’obtenir la charge d’un laboratoire scientifique spécialement équipé dans le but d’encourager ses expériences au sujet des matériaux de teinture ainsi que sur les minéraux.

## Formations
Le 6 février 1786, Higgins s’inscrit en chimie à Magdalen Hall (en), l’un des plus prestigieux collèges de l’université d'Oxford, située à Londres en Angleterre. Un an plus tard, il est transféré à Pembroke College, au Royaume-Uni. Il fait ainsi la connaissance de Davies Gilbert, futur président de la Royal Society et de James Haworth, médecin à l'hôpital de St-Bartholemew. Il devient également ami avec William Austin, professeur de chimie, Martin Wall (en), physicien anglais et Thomas Beddoes, physicien et écrivain scientifique. Ces personnes ont augmenté son intérêt pour la chimie déjà acquise grâce à son oncle. Durant ses études, Willidam Higgins réalise des expériences en laboratoire dans le sous-sol de l'Ashmolean Museum. Cependant, malgré ces circonstances prometteuses et ses connaissances, il a brusquement quitté Oxford sans diplôme à l'été 1788. Il a ensuite consacré les quatre années subséquentes à Londres, pendant lesquelles il publia la première partie de son premier ouvrage, en 1791, intitulé Comparative View of Phlogistic and Antiphlogistic Theories. Puis, en 1798, il publia le reste de son œuvre. Elle a été traduite en français et est intitulée La Vue Comparative des Phlogistiques et Théories,.

## Carrière
Vers 1792, Higgins retourne en Irlande, après un malentendu avec son oncle. Il devient alors superviseur de la Société de Dublin. Cependant, au début de l’année 1775, la société éprouve des difficultés financières. Le poste de chimiste est alors aboli et les fonctions de Higgins sont coupées.
Par l’intermédiaire de Richard Kirwan, chimiste irlandais et catholique, William Higgins devient superviseur pour Leskean Cabinet of mineral récemment acquis par Royal Dublin Society. Par la suite, vers 1800, il devient professeur de chimie et de minéralogie. Grâce à ses analyses menées sur demande et ses conférences, le professeur Higgins mérite donc un accès à un laboratoire spécialisé pour ses expériences. Il a d’ailleurs travaillé, dans ce labo, sur la chimie de blanchissant et sur la détection d’additions dans des alcalins commerciaux. En 1803, Higgins retourne à Londres et mesure la force des spiritueux à des fins fiscales.

## Réalisations
William Higgins consacre ses premiers travaux principalement à la chimie industrielle. Il a notamment travaillé pour The Irish Linen Industry, durant quelques années, pour un très bon salaire.
Il a par la suite publié, en 1789, un travail sur ce qu'il appelle les combinaisons de particules « ultimes », qui présente le concept de la liaison de valence. Il explique principalement que selon lui, la force qui se retrouve entre la particule ultime de l'oxygène et la particule ultime de l'azote est de 6. Ceci lui permettra donc d’être en mesure de déduire la résistance de la force de manière similaire pour les autres combinaisons existantes des particules ultimes. De ce fait, William Higgins a déduit différentes manières de combiner les molécules des corps par le biais de son concept de liaison de valence. Il a ainsi considéré le gaz nitreux comme étant composé de deux particules d’oxygène et d’une molécule d’azote.

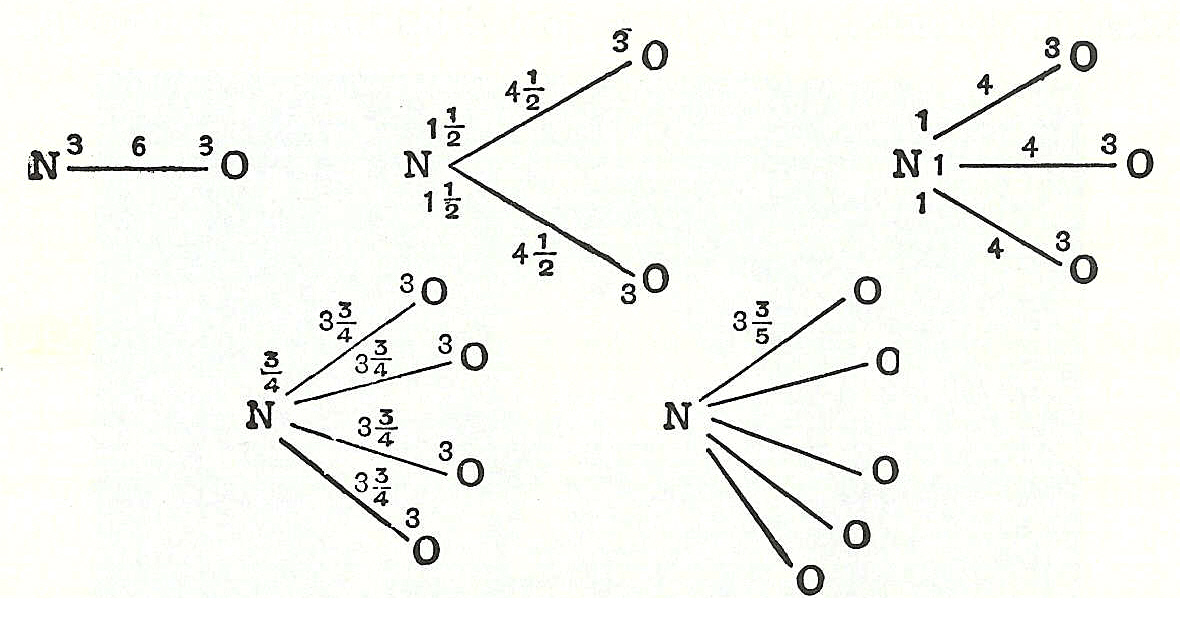
Combinaison de particules «ultime»

Ensuite, en 1799, il publie l’Essay on bleaching, qui est le résultat de ses nombreux voyages en Irlande auprès des « blechers » locaux, durant lesquels il travaille sur les nouveaux blanchissements et sur la détection d’additifs dans les « alcalins » commerciaux.
Le livre, à la base des recherches et expérimentations, de William Higgins est celui intitulé Comparative view of Phlogistic and Antiphlogistic Theories regroupant ses recherches sur la réduction de l’acide nitrique,.
Finalement, les apports de William Higgins en science, particulièrement en chimie, ont inspiré d’autres scientifiques dans leurs recherches. D’abord, les recherches de William Higgins regroupées dans le documentaire intitulé Atomic Theory and Eelectrical Phenomena, présenté en anglais, au sujet de la théorie atomique, ont aidé John Dalton à découvrir la théorie atomique ainsi que la loi des proportions multiples.
Edward Frankland, un chimiste britannique, a lui aussi été inspiré par les travaux sur les combinaisons de particules « ultimes », de Higgins, Il lui a grandement servi dans son élaboration de la théorie exacte des valences chimiques.

## Publications
- View of Phlogistic and Antiphlogistic Theories, 1798[7].
- Essay on bleaching, 1799[1].
- Observation on the Atomic Theory and Eelectrical Phenomena, 1814[8].